# Dosa
Dosa eller dosai (tamilsk) er en klassisk sideret i det indiske køkken. Det drejer sig om en slags tynd og porøs pandekage som er lavet af mel fra linser og ris på en rund støbejernspande. 